# Seznam venezuelských spisovatelů
Seznam venezuelských spisovatelů obsahuje přehled některých významných spisovatelů, narozených nebo převážně publikujících ve Venezuele.

## A
- Cecilio Acosta
- Alberto Arvelo Torrealba
- Rafael Arráiz Lucca, básník

## B
- José Balza
- Andrés Bello (1781–1865)
- Eduardo Blanco
- Rufino Blanco Fombona
- Carlos Brandt

## C
- Manuel Caballero
- Rafael Cadenas, básník

## E
- Andrés Eloy Blanco, básník

## G
- Rómulo Gallegos
- Juan Vicente González
- Ida Gramcko, básník

## M
- Guillermo Meneses (1911–1978)
- Eugenio Montejo, básník

## N
- Moises Naim

## O
- Juan Oropeza
- Miguel Otero Silva

## P
- Yolanda Pantin
- Teresa de la Parra
- Juan Antonio Pérez Bonalde
- Mariano Picón Salas

## R
- José Rafael Pocaterra
- José Antonio Ramos Sucre, básník
- Manuel Vicente Romerogarcía
- Juan Germán Roscio

## S
- Pedro Sotillo

## T
- Fermín Toro

## U
- Arturo Uslar Pietri

## V
- Pascual Venegas Filardo